# مارك ويليام شو
مارك ويليام شو (بالإنجليزية: Mark William Shaw)‏ هو كاتب أمريكي، ولد في 10 مارس 1945 في أوبرن في الولايات المتحدة.

## وصلات خارجية
- الموقع الرسمي